# جنتلمن

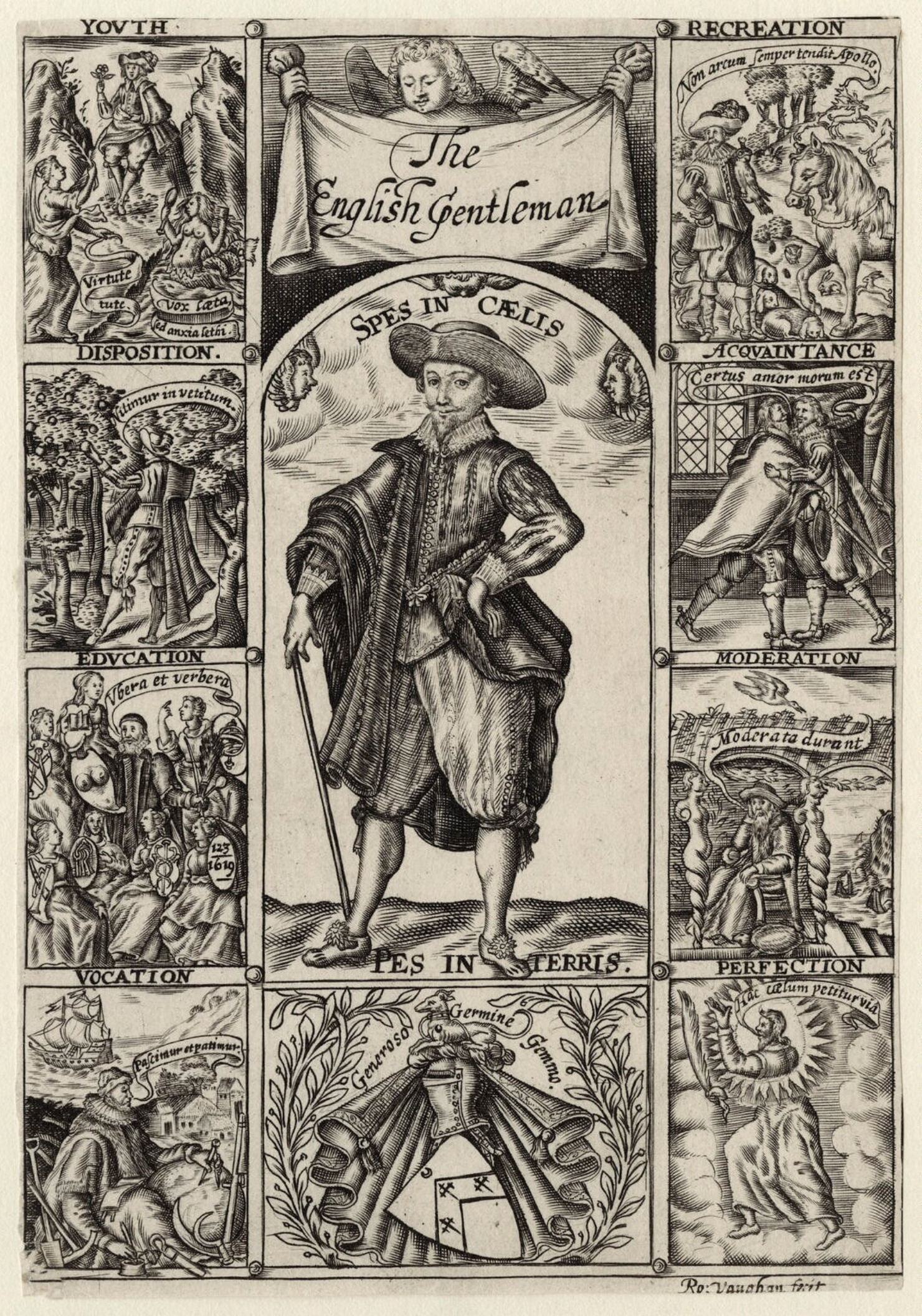
جنتلمن کامل انگلیسی (۱۶۳۰ میلادی) اثر ریچارد بریت‌ویت که ویژگی‌های یک جنتلمن شایان تقلید را نمایش می‌دهد.

جنتلمن (به انگلیسی: Gentleman) یا مرد مؤدب که در لغت نامه‌های متعدد فارسی، به معنی باشخصیت، باتربیت، باوقار و نجیب نیز ترجمه شده‌ است به فردی گفته می‌شود که همه قواعد اجتماعی، فرهنگی و اخلاقی جامعه را رعایت کند.
جنتلمن در واقع اصطلاحی با ریشهٔ لاتین است که در انگلیسی امروز، برای اشاره به افرادی به کار می‌رود که دارای رفتاری مناسب و مؤدبانه باشد. همچنین ممکن است برای اشاره به دسته‌ای از مردان به کار رود، یا به کار بردنش، می‌تواند نشانه‌ای از رعایت ادب در شخص گوینده باشد.
جنتلمن در ریشهٔ خود، به مردی از پایین‌ترین درجات  ِ اصالت در میان خانواده‌های اصیل انگلیسی اشاره داشت اما رفته‌رفته مردم از آن، برای اشارهٔ مؤدبانه به هر فرد دارای تحصیلات که از خانواده‌ای شایسته بود استفاده کردند. همچنین جِنتِلمَن تا حدّی به فردی گفته می‌شد که درآمدی حاصل از دارایی‌ها، میراث یا منابع دیگر داشت و بنابراین می‌توانست بدون نیاز به کار کردن مستقل زندگی کند. با گذشت زمان دایرهٔ استفاده از آن گسترده‌تر شد و برای اشارهٔ مؤدبانه به همهٔ مردان ((مثلاً در عبارت Ladies and Gentlemen به معنی خانم‌ها و آقایان)) به کار رفت.